# シルクエアー
シルクエアー （Silkair） は、かつて存在したシンガポール・チャンギ国際空港を拠点とする地域航空会社。
シンガポール航空（SQ）の子会社であったが、航空連合「スターアライアンス」には加盟せず。
2021年1月28日付で、親会社のシンガポール航空に統合された。なお、その準備として2020年より所有機材の客室のアップグレードがなされ、最終的にシルクエアーの機材は全機がSQへ移管された。

## 就航路線
主にASEAN諸国や、インド、中国への近距離路線を中心に運航している。
- シンガポール
  - シンガポール（ターミナル2）
- オーストラリア
  - ケアンズ、ダーウィン
- カンボジア
  - プノンペン、シェムリアップ
- 日本
  - 広島
- 中国
  - 長沙、成都、重慶、福州、昆明、深圳、武漢、厦門
- 東ティモール
  - ディリ
- インド
  - バンガロール、チェンナイ、コーヤンブットゥール、ハイデラバード、コーチ、コルカタ、ティルヴァナンタプラム、ヴィシャーカパトナム
- インドネシア
  - バリクパパン、バンドン、デンパサール、ロンボク、マカッサル、マナド、メダン、パレンバン、プカンバル、スマラン、スラバヤ、ジョグジャカルタ
- ラオス
  - ヴィエンチャン、ルアンパバーン

- マレーシア
  - コタキナバル、クアラルンプール、クチン、ランカウイ、ペナン
- モルディブ
  - マレ
- ミャンマー
  - マンダレー、ヤンゴン
- ネパール
  - カトマンズ
- フィリピン
  - セブ、ダバオ、カリボ
- スリランカ
  - コロンボ
- タイ
  - チェンマイ、サムイ、プーケット
- ベトナム
  - ダナン、ハノイ

2017年3月現在

## 保有機材
主に乗客定員が200人未満のナローボディ（狭胴）旅客機を使用している。

### リスト
| 機種                    | 運用機数 | 発注機数 | オプション機数 | 旅客席数 | 旅客席数 | 旅客席数 | 備考       |
| 機種                    | 運用機数 | 発注機数 | オプション機数 | J        | Y        | 計       | 備考       |
| ----------------------- | -------- | -------- | -------------- | -------- | -------- | -------- | ---------- |
| エアバスA320-200型機    | 3        | —        | —              | 8        | 120      | 128      | 順次退役中 |
| エアバスA320-200型機    | 8        | —        | —              | 12       | 138      | 150      | 順次退役中 |
| ボーイング737-800型機   | 17       | —        | 14             | 12       | 150      | 162      |            |
| ボーイング737 MAX-8型機 | 5        | 32       | 14             | 12       | 144      | 156      | 運用停止中 |
| Total                   | 33       | 32       | 14             |          |          |          |            |

### 画像

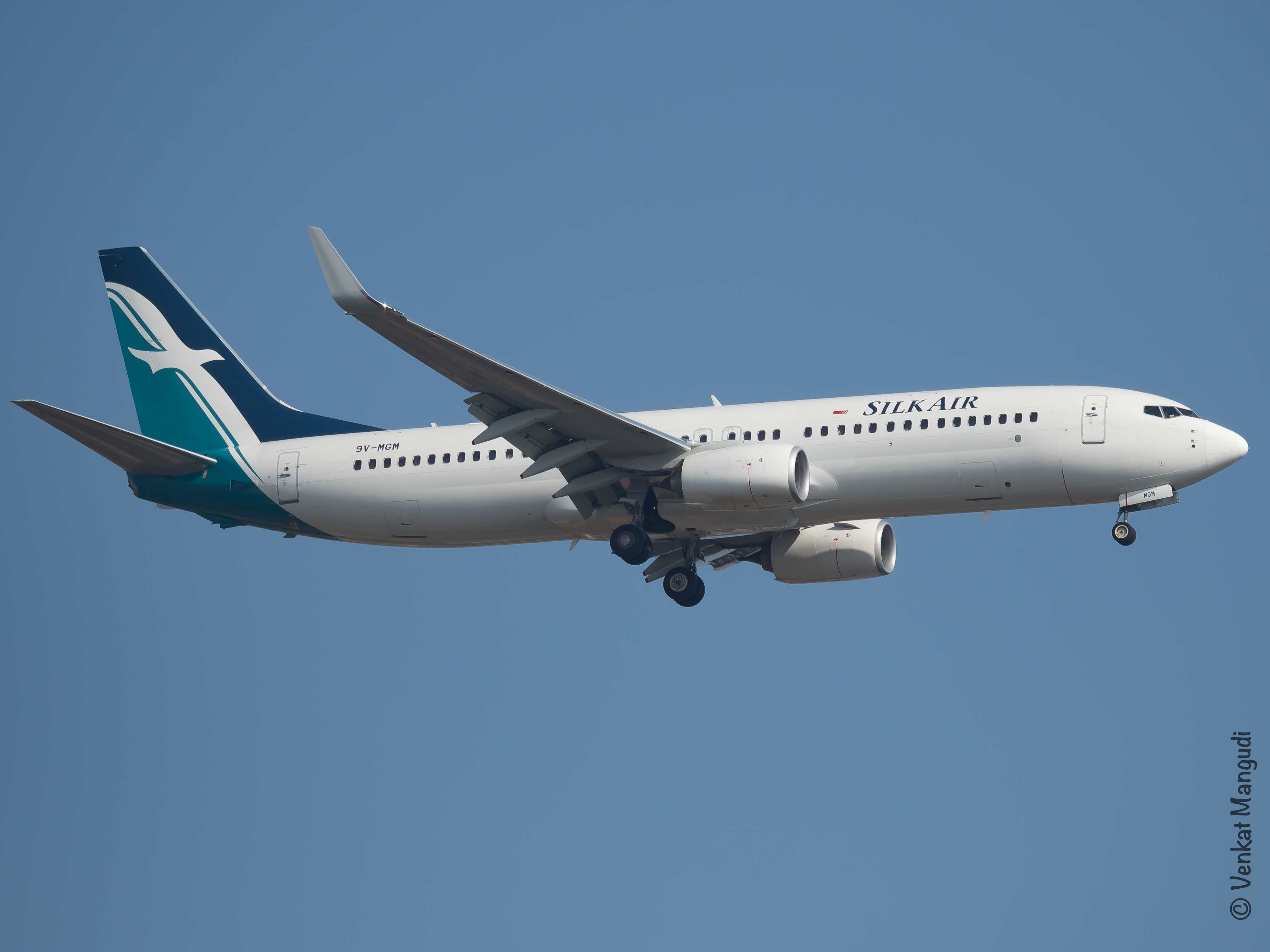
ボーイング737-800
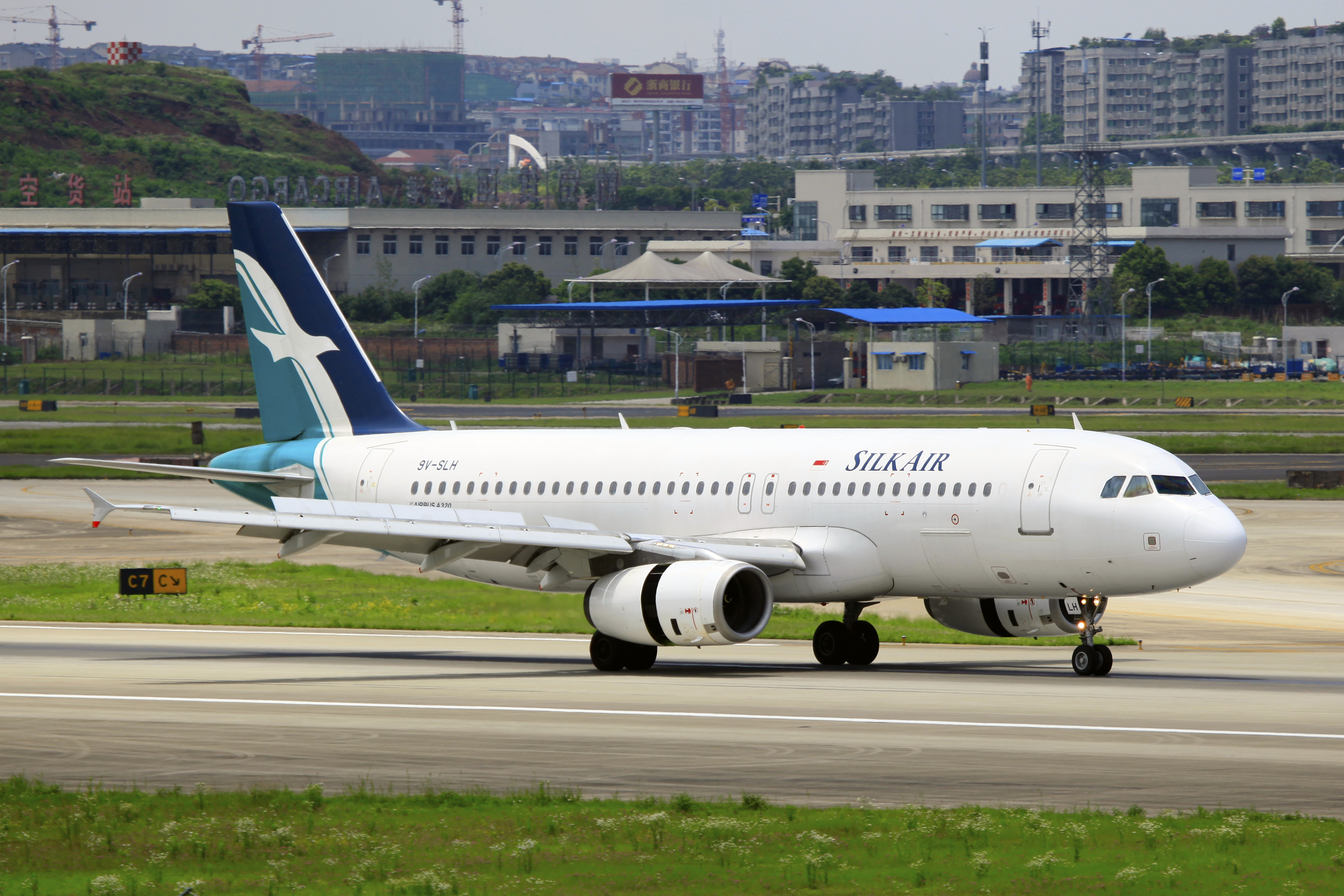
エアバスA320-200

## 提携先
- シンガポール航空
- スクート

## 事故
- シルクエアー185便事故 - ボーイング737型機が突如急降下し、インドネシアのムシ川に墜落。乗客乗員104名が死亡する大惨事となった。機長の自殺が原因とされているが、墜落数分前にレコーダー類が停止していたために断定されていない。